# Émile Hambresin
Émile Hambresin, né en 1907 et mort déporté en Allemagne en 1943 (?), est un ingénieur et un journaliste belge de la gauche catholique. Directeur, avant-guerre, de la Ligue contre le racisme et l'antisémitisme, membre du Front de l'indépendance, il est l'un des cofondateurs, le seul non-juif, du Comité de défense des Juifs en 1942 au côté de son ami Hertz Jospa. Arrêté en 1943, il est déporté en Allemagne où il meurt,.

## Éléments biographiques
Dans les années trente, Émile Hambresin fréquente Hertz Jospa au sein de la Ligue contre le racisme et l'antisémitisme, ils deviennent amis. Lorsque la Seconde Guerre mondiale éclate, ils intègrent tous deux le mouvement de résistance belge du Front de l'indépendance. En mai 1942 une ordonnance allemande impose aux juifs de porter l'étoile jaune, c'est l'élément déclencheur qui conduit les époux Jospa à mettre sur pied un réseau de résistance se proposant de venir en aide aux populations juives résidant sur le territoire belge. En septembre 1942 se tient chez Chaïm Perelman une première réunion qui entérine la fondation du Comité de défense des Juifs qui vient en aide à des milliers de juifs et dissimule plus de quatre mille enfants dans des institutions et des familles d'accueil.
Émile Hambresin était également rédacteur du quotidien des étudiants de l'Université catholique de Louvain, L'Avant-garde , puis, en 1939 du journal Liberté dont la ligne éditoriale était Ni Berlin, ni Londres.
En février 1938, il publie dans la revue Esprit, un long article intitulé « L'écrasement de l'anarchisme espagnol et la résurrection de l'Espagne » dans lequel il égratigne la pureté de la démarche de la Confederación Nacional del Trabajo. L'article soulève une vive polémique et indigne Simone Weil et Victor Serge,. Un an plus tard, en février 1939, Benjamin Péret, écrit un pamphlet à son encontre : « En zoologie, notre journaliste se situe donc entre le porc et la hyène ».
Émile Hambresin animait également une association d'amitiés belgo-chinoises.

## Écrits
- La propriété des instruments de production, Esprit, avril 1934
- Le corporatisme capitaliste, Esprit, septembre 1934
- La communauté internationale. Le plan Van Zeeland, Esprit, mai 1935.
- Nouveaux aspects du corporatisme, Esprit, février 1936
- L'impasse du corporatisme. Semaine Social d'Angers : L'Organisation Corporative, Esprit, juillet 1936.
- La lutte contre la haine des races, introduction de Albert Dustin, Bruxelles, Ligue belge contre le Racisme et l'Antisémitisme, 1937. - 24 p.
- L'écrasement de l'anarchisme espagnol et la résurrection de l'Espagne, Esprit, no 65, février 1938, p. 680-702 (consulter l'article sur Gallica).
- Faut-il nommer un agent commercial a Burgos ?, Impr. Néon, 1938,  24p.
- Hitlérisme et catholicisme, Bruxelles, Les Éditions du Flambeau, 1939, 11p.